# یواس‌اس گاویا (ای‌ام-۳۶۳)
یواس‌اس گاویا (ای‌ام-۳۶۳) (به انگلیسی: USS Gavia (AM-363)) یک کشتی بود که طول آن ۱۸۴ فوت ۶ اینچ (۵۶٫۲۴ متر) بود. این کشتی در سال ۱۹۴۳ ساخته شد.